# Pac-Man (série animada)
Pac-Man (Pac-Man: O Comilão, na versão brasileira) é uma série animada americana realizada em 1982 por Hanna-Barbera baseada no jogo Pac-Man da Namco (atual Bandai Namco Entertainment). É conhecida por ser a primeira série de animação baseada em um vídeo-game. No Brasil a série foi transmitida inicialmente em 1987 pela Rede Bandeirantes, estreando no programa infantil ZYB Bom, até 1989 usando a dublagem original feita pela Telecine em que Pac-Man foi nomeado como Comilão. Voltou a ser transmitido pela Rede Globo de 1998 até 1999, com uma nova dublagem, dessa vez feita pela Sincrovídeo em que o nome Pac-Man desta vez foi mantido. Foi transmitida pela última vez pelo SBT entre 2005 e 2006 no Sábado Animado, já o SBT decidiu exibir as duas dublagens, uma feita pela Telecine e outra pela Sincrovídeo.

## Sinopse
A série segue as aventuras do personagem titular Pac-Man (chamado de Comilão na dublagem brasileira), sua esposa Ms. Pac-Man, seu filho 
Pac-Baby, seu cachorro Chomp-Chomp e seu gato Sour Puss. A família vive na Pac-Land (Comilândia na dublagem brasileira), um lugar cujos habitantes e construções possuem formatos de esferas. Muitos dos episódios giram em torno das batalhas da família Pac contra seus eternos inimigos, os 
Monstros-Fantasmas: Clyde, Blinky, Inky, Pinky e Sue, liderados pelo perverso Mezmeron, que tem como único objetivo descobrir e se apoderar da floresta secreta de pílulas de força, a fonte de energia de Pac-Man e seu povo. Posteriormente na segunda (e última) temporada é introduzido o primo adolescente de Pac-Man: PJ e também o super-herói Super-Pac.

## Personagens
- Pac-Man - O protagonista. Pai de família, nesta série usa um chapéu marrom. Ele protege a Pac-Land dos ataques dos Monstros Fantasmas que querem dominar a Floresta de Pílulas de Força para Mezmeron. É também meio azarado e atrapalhado. É chamado de Comilão na dublagem brasileira.
- Pepper Pac-Man/Ms. Pac-Man - A esposa de Comilão, nesta série possui um cabelo castanho, usa luvas brancas e possui o laço e as botas rosas. Assim como Pac-Man muitas vezes ela também luta contra os Monstros Fantasmas usando Pílulas de Força. Na dublagem brasileira é chamada de Comilona ou Pacquinha algumas vezes.
- Pac-Baby - O filho bebê do casal, que nesta série é uma garota. Possui botas e um laço azul, e um rabo de cavalo para cima. Na dublagem brasileira é chamada de Bebê Comilão em alguns episódios.
- Chomp-Chomp - O cachorro de estimação de Pac-Man. Algumas vezes trapalhão chega a irritar o dono. Nesta série ele é azul e possui o focinho bege. É um personagem exclusivo do desenho, porém foi posteriormente introduzido em jogos futuros da série.
- Sour Puss - O gato de estimação de Pac-Man. É meio malvado e tenta pregar peças em Chomp-Chomp, porém seus planos sempre fracassam e voltam contra ele mesmo. É laranja com orelhas e listras pretas. É também um personagem exclusivo do desenho.
- Os Monstros Fastasmas - Os antagonistas da série, servos de Mezmeron. Frequentemente criam planos para atacar Pac-Man e sua família, porém sempre se dão mal. São no total 5 fantasmas: Clyde (o líder laranja), Pinky (o rosa), Inky (o azul abobalhado), Blinky (o vermelho) e Sue (a única garota que é roxa, sendo originada do jogo Ms. Pac-Man). Sempre que são devorados eles soltam seus olhos e retornam para a base de Mezmeron onde se recuperam pegando capas novas para servir de corpos.
- Mezmeron - O grande vilão do desenho. Ele é um homem humano gigante, careca, de pele bege e encapuzado com um respirador na boca que é mestre dos fantasmas e cria planos para conquistar as pílulas de força e dominar a Pac-Land. Apesar de ser o vilão principal não tem muitas aparições no desenho e raramente é visto saindo de sua base e enfrentando Pac-Man.
- PJ - Baseado no Pac-Man Jr., nesta série ele é retratado como um primo adolescente do Pac-Man que passa a visitar na casa dele com frequência na segunda temporada. Faz do tipo de um adolescente descolado dos anos 80 que veste jaqueta, possui um topete e dirige uma motocicleta.
- Super Pac - Um super-herói vindo de um buraco espaço-tempo para a Comilândia na segunda temporada. É super poderoso, porém trapalhão e frequentemente causa estragos com seus poderes acidentalmente. Por conta disso o Pac-Man muitas vezes teme sua visita. Na dublagem brasileira é chamada de Super Comilão.

## Ligações
- Pac-Man. no IMDb.